# 早稲田大学事件
早稲田大学事件（わせだだいがくじけん）とは、連合国軍占領下の日本において、連合国軍最高司令官総司令部（GHQ/SCAP）の総司令官であるダグラス・マッカーサーの指令の下に行われた、共産主義勢力のシンパ（支持者）とみなされた公務員や民間人が強制的に退職させられたレッドパージに対して、1950年（昭和25年）10月17日に早稲田大学構内で学生が反対した学生運動であり、暴行事件に発展した運動に対して警察が大学当局の要請に応じて出動した事件である。

## 事件の概要
1950年（昭和25年）10月17日午後1時、全日本学生自治会総連合（全学連）の下部組織である東京都学生自治会連合（都学連）に加盟する早稲田大学、東京大学、中央大学、法政大学の学生約500人が、レッドパージに対する反対を掲げ、早稲田大学自治委員会の主催で「平和と大学擁護学生大会」を大隈講堂で開催する予定であった。しかし、大学側が講堂の使用を拒否したため、自治会は校庭で開催し、同時に、大学当局に対して講堂の使用許可を要求したが、これを拒否された。
午後4時ごろ、学生らは講堂内に侵入し、大会の開催を宣言した。このうち、約300人の学生が大学本部を不法占拠し、先月9月28日に大学当局の不許可を無視しレッドパージに反対する大会を開催した、自治委員会執行委員らの責任処分について協議していた学部長会議に乱入した。学生らは委員に対する「不当処分」の撤回を求め、島田孝一総長ら20人を軟禁したため、大学側は管轄する戸塚警察署に警察官の出動を要請した。
同署は警察官約100人と警視庁予備隊（現在の機動隊）三個中隊を大学に出動させた。この警察の出動に対して、大会に出席していた学生のほか、夜学生ら約2000人が抵抗したため、警察は排除活動を中止する事態となった。
午後7時50分、予備隊三個中隊および周辺警察署の応援約300人を投入し、排除活動を再開したが、学生らは瓦礫片を投擲するなどの激しい攻撃を行ったため、警察官と学生双方に重軽傷者を出す事態となった。この事件によって、学生143名が公務執行妨害の罪で検挙された。
午後8時30分ごろには反対活動が学生らによって自発的に中止されるようになり、午後9時には大学構内での運動が収束した。
早稲田大学側は、学部長会議にて大会に参加した学生の処分を協議。同年10月27日に86人の除籍処分を決定した。なお、単に賛同したのみとみられる学生については、翌年4月までに復学を認める余地を残した。

## 事件の背景

### 占領政策の転換まで
1945年（昭和20年）8月15日に、日本国政府がポツダム宣言の受諾を連合国に通告した後、連合国軍最高司令官総司令部（GHQ/SCAP）の間接統治下に置かれた。GHQの主導によって、戦争犯罪人の逮捕、日本の軍事力の解体や「戦争放棄」を謳った憲法の制定などの非軍事化政策、「女性参政権の付与」、「労働組合の結成奨励」、「教育制度改革」、財閥解体に代表される「経済民主化」などの民主化政策が実行された。詳細は連合国軍占領下の日本を参照

### 非共産化政策としてのレッドパージ
第二次世界大戦後、アメリカ合衆国を中心とする自由主義・資本主義陣営とソビエト連邦を中心とする社会主義・共産主義陣営による対立構造、いわゆる冷戦が生じると、GHQは従来の「日本の非軍事化・民主化」政策を消極化し、日本をアジアにおける共産化の防波堤とするアメリカの思惑の下、当時の日本の労働争議および全国官公職員労働組合協議会（全官公労）や全日本産業別労働組合会議（産別会議）などの労働組合の指導的立場にあった日本共産党を脅威視するようになった。
日本政府は1949年（昭和24年）2月25日、行政機構刷新及び人員整理に関する件を閣議決定した。この決定に基づき、5月31日、行政機関の人員整理を目的とした「行政機関職員定員法」（法律第百二十六号）を制定し、約26万7千人の官公庁職員が整理された。この公務員の人員整理に続き、1950年5月3日にマッカーサーの日本共産党の非合法化を示唆する発言を契機に、日本共産党党員とそのシンパの官公庁からの公職追放が始まり、後に民間企業に広がった。詳細はレッドパージを参照
日本共産党はこの動きに対して、当時の左翼系団体の1つであった全学連との関係を深め、全学連はレッドパージ反対闘争を展開するようになる。本件は、レッドパージ反対闘争の結果生じたものであった。

### 書籍
- 警視庁、『警視庁年表』（増補・改訂版）、1980年3月5日、pp173-176